# Doug Gjertsen
Douglas Seneca "Doug" Gjertsen (Phillipsburg, Estados Unidos, 31 de julio de 1969) es un nadador estadounidense retirado especializado en pruebas de estilo libre, donde consiguió ser campeón olímpico en 1988 en los 4 x 100 y 4x200 metros.

## Carrera deportiva
En las Olimpiadas de Seúl 1988 ganó dos medallas de oro en relevos: en 4 x 100 metros y 4x200 metros estilo libre en ambos; y cuatro años después, en los Juegos Olímpicos de Barcelona 1992 ganó la medalla de bronce en los 4x200 metros libre, con un tiempo de 7:16.23 segundos, tras el Equipo Unificado y Suecia (plata).

## Palmarés internacional
| Juegos Olímpicos               | Juegos Olímpicos     | Juegos Olímpicos  | Juegos Olímpicos |
| Año                            | Lugar                | Medalla           | Prueba           |
| ------------------------------ | -------------------- | ----------------- | ---------------- |
| 1992                           | Barcelona (España)   | Medalla de bronce | 4x200 m libres   |
| 1988                           | Seúl (Corea del Sur) | Medalla de oro    | 4x200 m libres   |
| 1988                           | Seúl (Corea del Sur) | Medalla de oro    | 4x100 m libres   |
| Campeonato Mundial de Natación |                      |                   |                  |
| 1998                           | Perth (Australia)    | Medalla de plata  | 4x200 m libres   |
| 1998                           | Perth (Australia)    | Medalla de oro    | 4x100 m libres   |